# Gabriel Gudmundsson
Gabriel Gudmundsson (Malmo, 29 de abril de 1999) es un futbolista sueco que juega como defensa y milita en el Leeds United F. C. de la Premier League.

## Trayectoria

### Halmstads
Gabriel hizo su debut profesional con el Halmstads el 27 de febrero de 2016, en la victoria 3 a 0 contra el Degerfors, un encuentro válido por la Copa de Suecia.
El 7 de mayo de 2016 hizo su debut en la Superettan contra el Degerfors, sin embargo, en este encuentro Gabriel y el Halmstads perdieron el encuentro 1-0. En esa temporada Gabriel disputó 17 encuentros por la Segunda división sueca y el Halmstads ascendió de categoría.
Gabriel hizo su debut en la máxima categoría del futbol sueco el 4 de septiembre de 2017, en el empate contra el Jönköpings. Esa temporada Gabriel jugó 25 partidos por la Allsvenskan y marcó 4 goles, a pesar de esto el Halmstads no mantuvo la categoría y descendió a la Superettan. Gudmundsson en esa temporada de regreso a la Superettan se terminó de consolidar en el primer equipo y jugó 28 partidos por la liga, marcó 9 goles y dio 4 asistencias. En la siguiente temporada alcanzó a jugar 10 partidos en la Superettan, luego en mayo de 2019 fichó por el Groningen.

### Groningen
Gudmundsson realizó su debut en la Eredivisie a los 20 años, el 3 de agosto de 2019, en la victoria 1-0 contra el FC Emmen. Meses más tarde Gabriel marcó su primer gol con el Groningen, en la victoria 3 a 0 contra el RKC Waalwijk.

## Selección nacional
El 9 de junio de 2022 debutó con la selección de Suecia en un encuentro de la Liga de Naciones de la UEFA ante Serbia que perdieron por la mínima.

## Vida personal
Gabriel es hijo del exfutbolista Niklas Gudmundsson, exjugador del Blackburn Rovers y de la selección de Suecia.

## Clubes
| Club               | País         | Año       |
| ------------------ | ------------ | --------- |
| Halmstads BK       | Suecia       | 2016-2019 |
| F. C. Groningen    | Países Bajos | 2019-2021 |
| Lille O. S. C.     | Francia      | 2021-2025 |
| Leeds United F. C. | Inglaterra   | 2025-     |